# Vox populi, vox Dei
Vox populi, vox Dei, è una locuzione latina che tradotta letteralmente significa: "voce di popolo, voce di Dio". Viene fatta impropriamente risalire alla Bibbia (Libro di Isaia, 66,6), dove ha significato di tipo invocativo, diverso da quello poi attribuito.

## Origine
Il passo biblico dice (tradotto): «Una voce! Un tumulto sale dalla città, una voce esce dal Tempio! È la voce del Signore; egli ricompensa i suoi nemici secondo le loro azioni.» (Libro di Isaia, 66,6); nella Vulgata: «Vox clamoris de civitate, vox de templo, vox Domini reddentis retributionem inimicis suis.»
Questo antico proverbio stabilisce la verità di una cosa, quando il popolo è concorde nell'affermarla: per questo si attribuisce comunemente il marchio della verità ai proverbi coniati dall'esperienza e dalla logica popolare. Si ripete in adunanze, quando la maggior parte dei convenuti è d'accordo su un dato argomento.
Nella forma abbreviata, vox populi, viene correntemente utilizzata per riferirsi a convinzioni condivise da molte persone. 
La locuzione, nella sua accezione odierna, compare per la prima volta in Alcuino (Capitulare Admonitionis ad Carolum IX [1,376 Baluzio]).
Lo stesso Alessandro Manzoni usa molto spesso questa locuzione nel suo più famoso romanzo, i Promessi Sposi, come nel caso della folla che mette a ferro e fuoco Milano.
Vox Populi è anche il titolo di un racconto breve dello scrittore francese Auguste de Villers de l'Isle-Adam.